# Swathi Thirunal Rama Varma
Sri Swathi Thirunal Rama Varma (16 aprile 1813 – 25 dicembre 1846) fu maharaja dello stato di Travancore, in India; regnò dal 1829 al 1846.
Fu noto per l'inasprimento del sistema sociale delle caste e per il contrasto con i seguaci dell'Ayyavazhi.
Oltre ad essere un sovrano fu anche musicista; incoraggiò sotto il suo regno sia lo sviluppo della musica Industan, che quella carnatica, sebbene lui fosse un cultore e praticante di quest'ultima: a lui sono attribuite oltre 400 composizioni in musica carnatica a alcune in industan.